# تيمسون (تكساس)
تيمسون (بالإنجليزية: Timpson)‏ هي مدينة أمريكية تقع في ولاية تكساس.تبلغ مساحة هذه المدينة 6.5 (كم²)،ويبلغ عدد سكانها 1094 نسمة حسب إحصاء سنة 2010 م. تشير إحصاءات سنة 2000م بأن الكثافة السكانية في هذه المدينة تقدر بـ(168.8) نسمة/كم2.

## التركيبة السكانية
حدّد مكتب تعداد الولايات المتحدة بيانات التركيبة السكانية لتيمسون في تعداد الولايات المتحدة. في ما يلي، التركيبة السكانية حسب تعدادي 2000 و2010.

### تعداد عام 2000
بلغ عدد سكان تيمسون 1,094 نسمة بحسب تعداد عام 2000، وبلغ عدد الأسر 456 أسرة وعدد العائلات 270 عائلة مقيمة في المدينة. في حين سجلت الكثافة السكانية 167.8 نسمة لكل كيلومتر مربع (434.6/ميل2). وبلغ عدد الوحدات السكنية 559 وحدة بمتوسط كثافة قدره 85.7 لكل كيلومتر مربع (222.0/ميل2).
وتوزع التركيب العرقي للمدينة بنسبة 60.51% من البيض و35.56% من الأمريكيين الأفارقة و0.64% من الأمريكيين الأصليين و0.09% من الأمريكيين ذوي الأصول الآسيوية و2.38% من الأعراق الأخرى و0.82% من عرقين مختلطين أو أكثر و4.48% من الهسبانيون أو اللاتينيون من أي عرق.
بلغ عدد الأسر 456 أسرة كانت نسبة 32.5% منها لديها أطفال تحت سن الثامنة عشر تعيش معهم، وبلغت نسبة الأزواج القاطنين مع بعضهم البعض 38.6% من أصل المجموع الكلي للأسر، ونسبة 16.9% من الأسر كان لديها معيلات من الإناث دون وجود شريك، بينما كانت نسبة 3.7% من الأسر لديها معيلون من الذكور دون وجود شريكة وكانت نسبة 40.8% من غير العائلات. تألفت نسبة 36.6% من أصل جميع الأسر من عدة أفراد يعيشون في نفس المنزل ونسبة 24.8% كانت تتألف من شخص يعيش بمفرده يبلغ من العمر 65 عاماً أو أكثر. وبلغ متوسط حجم الأسرة المعيشية 2.40، أما متوسط حجم العائلات فبلغ 3.18.
بلغ العمر الوسطي للسكان 37.3 عاماً. وكانت نسبة 29.1% من القاطنين تحت سن الثامنة عشر، وكانت نسبة 8% بين الثامنة عشر والرابعة والعشرين عاماً، ونسبة 22.5% كانت واقعةً في الفئة العمرية ما بين الخامسة والعشرين والرابعة والأربعين عاماً، ونسبة 18.3% كانت ما بين الخامسة والأربعين والرابعة والستين، ونسبة 22.2% كانت ضمن فئة الخامسة والستين عاماً فما فوق. يوجد لكل 100 أنثى 72.8 ذكر، ويوجد لكل 100 أنثى في الثامنة عشر من عمرها فما فوق 71.3 ذكر.
بلغ متوسط دخل الأسرة في المدينة 17,500 دولارًا، أما متوسط دخل العائلة فبلغ 24,271 دولارًا. وكان متوسط دخل الذكور 21,765 دولارًا مقابل 19,000 دولارًا للإناث. وسجل دخل الفرد الخاص بالمدينة 11,734 دولارًا. وكانت نسبة 25.5% من العائلات ونسبة 32.4% من السكان تحت خط الفقر، وكان من هؤلاء نسبة 47.2% تحت سن الثامنة عشر ونسبة 23.7% في الخامسة والستين من العمر وما فوق.

### تعداد عام 2010
بلغ عدد سكان تيمسون 1,155 نسمة بحسب تعداد عام 2010، وبلغ عدد الأسر 472 أسرة وعدد العائلات 275 عائلة مقيمة في المدينة. في حين سجلت الكثافة السكانية 177.1 نسمة لكل كيلومتر مربع (458.7/ميل2). وبلغ عدد الوحدات السكنية 600 وحدة بمتوسط كثافة قدره 92 لكل كيلومتر مربع (238.3/ميل2).
وتوزع التركيب العرقي للمدينة بنسبة 59.74% من البيض و32.64% من الأمريكيين الأفارقة و0.09% من الأمريكيين ذوي الأصول الآسيوية و5.45% من الأعراق الأخرى و2.08% من عرقين مختلطين أو أكثر و8.74% من الهسبانيون أو اللاتينيون من أي عرق.
بلغ عدد الأسر 472 أسرة كانت نسبة 32.6% منها لديها أطفال تحت سن الثامنة عشر تعيش معهم، وبلغت نسبة الأزواج القاطنين مع بعضهم البعض 33.7% من أصل المجموع الكلي للأسر، ونسبة 19.1% من الأسر كان لديها معيلات من الإناث دون وجود شريك، بينما كانت نسبة 5.5% من الأسر لديها معيلون من الذكور دون وجود شريكة وكانت نسبة 41.7% من غير العائلات. تألفت نسبة 37.1% من أصل جميع الأسر من عدة أفراد يعيشون في نفس المنزل ونسبة 17.6% كانت تتألف من شخص يعيش بمفرده يبلغ من العمر 65 عاماً أو أكثر. وبلغ متوسط حجم الأسرة المعيشية 2.45، أما متوسط حجم العائلات فبلغ 3.28.
بلغ العمر الوسطي للسكان 34.9 عاماً. وكانت نسبة 26.8% من القاطنين تحت سن الثامنة عشر، وكانت نسبة 12.3% بين الثامنة عشر والرابعة والعشرين عاماً، ونسبة 22.5% كانت واقعةً في الفئة العمرية ما بين الخامسة والعشرين والرابعة والأربعين عاماً، ونسبة 21.2% كانت ما بين الخامسة والأربعين والرابعة والستين، ونسبة 17.1% كانت ضمن فئة الخامسة والستين عاماً فما فوق. وتوزع التركيب الجنسي للسكان بنسبة 48.2% ذكور و51.8% إناث.

## أعلام
- يونغ باسي
- ريد جونز